# Mart Ojavee
Mart Ojavee (Tallin, 9 de noviembre de 1981) es un ciclista estonio. Profesional desde 2004 hasta 2013, ganó el Gran Premio Tallin-Tartu en 2008.

## Palmarés
2007
- 2 etapas del FBD Insurance Rás
- 1 etapa del Tour de Bulgaria

2008
- 1 etapa de los Cinco Anillos de Moscú
- Gran Premio Tallin-Tartu
- 1 etapa del Way to Pekin

2009
- Gran Premio Donetsk

2011
- 3.º en el Campeonato de Estonia Contrarreloj
- Campeonato de Estonia en Ruta